# Glina (grad)
Glina je grad u središnjoj Hrvatskoj. Poznata je i kao "Grad hrvatske himne", zbog činjenice da je Josip Runjanin u Glini skladao himnu.

## Gradska naselja
Grad se sastoji od 69 naselja: Balinac, Baturi, Bijele Vode, Bišćanovo, Bojna, Borovita, Brestik, Brezovo Polje, Brnjeuška, Brubno, Buzeta, Dabrina, Desni Degoj, Dolnjaki, Donja Bučica, Donja Trstenica, Donje Jame, Donje Selište, Donje Taborište, Donji Klasnić, Donji Selkovac, Donji Viduševac, Dragotina, Drenovac Banski, Dvorišće, Glina, Gornja Bučica, Gornje Jame,Gornje Selište, Gornje Taborište, Gornji Klasnić, Gornji Selkovac, Gornji Viduševac, Gračanica Šišinečka, Hađer, Hajtić, Ilovačak, Joševica, Kihalac, Kozaperovica, Maja, Majske Poljane, Majski Trtnik, Mala Solina, Mali Gradac, Mali Obljaj, Marinbrod, Martinovići, Momčilovića Kosa, Novo Selo Glinsko, Prekopa, Prijeka, Ravno Rašće, Roviška, Skela, Slatina Pokupska, Stankovac, Svračica, Šaševa, Šatornja, Šibine, Trnovac Glinski, Trtnik Glinski, Turčenica, Velika Solina, Veliki Gradac, Veliki Obljaj, Vlahović i Zaloj.

## Zemljopis
Grad Glina smješten je u srednjem toku istoimene rječice Gline između Zrinske gore i Pokuplja.
Upravni prostor Grada Gline seže od rijeke Kupe na sjeveru do Bosne i Hercegovine na jugu obuhvaćajući zapadno Zrinsko predgorje, ravnicu rijeke Gline i južni dio srednje Pokupske ravnice.
Glavnina stanovništva živi u gradu Glini i okolici a ostatak u plodnim ravnicama Pokuplja i Gline, dok je vrlo malo naseljeno Zrinsko pobrđe.

## Stanovništvo
Popis 2021. 
Ukupan broj stanovnika Grada Gline s pripadajućim naseljima je 7116.

#### Popis 2011.
Stanovništvo prema narodnosti po gradovima/općinama, popis 2011.
- ukupno: 9283
  - Hrvati: 6468 – 69,68 %
  - Srbi : 2549 – 27,46 %
  - Ostali: 266 – 2,86 %

#### Popis 1991.
- ukupno: 23 040
  - Srbi – 13 975 (60,65 %)
  - Hrvati – 8041 (34,90 %)
  - Jugoslaveni – 473 (2,05 %)
  - ostali i nepoznato – 551 (2,39 %)

### Nacionalni sastav grada Gline (naseljenog mjesta)
| godina popisa | ukupno | Srbi           | Hrvati         | Jugoslaveni   | ostali       |
| ------------- | ------ | -------------- | -------------- | ------------- | ------------ |
| 1991.         | 6933   | 4831 (69,68 %) | 1448 (20,88 %) | 362 (5,22 %)  | 292 (4,21 %) |
| 1981.         | 5790   | 3531 (60,98 %) | 1262 (21,79 %) | 870 (15,02 %) | 127 (2,19 %) |
| 1971.         | 4558   | 2873 (63,03 %) | 1394 (30,58 %) | 193 (4,23 %)  | 98 (2,15 %)  |

| broj stanovnika | 29254 | 31012 | 29896 | 35470 | 37771 | 39261 | 36751 | 39746 | 31732 | 32137 | 30729 | 28336 | 25079 | 23040 | 9868  | 9283  | 7116  |
|                 | 1857. | 1869. | 1880. | 1890. | 1900. | 1910. | 1921. | 1931. | 1948. | 1953. | 1961. | 1971. | 1981. | 1991. | 2001. | 2011. | 2021. |

| broj stanovnika | 2951  | 2390  | 2382  | 2809  | 2677  | 3117  | 2894  | 3417  | 2138  | 2618  | 3173  | 4558  | 5790  | 6933  | 3116  | 4680  | 4028  |
|                 | 1857. | 1869. | 1880. | 1890. | 1900. | 1910. | 1921. | 1931. | 1948. | 1953. | 1961. | 1971. | 1981. | 1991. | 2001. | 2011. | 2021. |

## Povijest
Pojam Glina koji se veže za prostor sadašnje Gline se prvi put se spominje 1. lipnja 1284. godine u ispravi zagrebačkog Kaptola koji je ujedno i prvi pisani dokument o Glini. Grad Glinu nakon oslobođenja od Turaka, uglavnom u 18. stoljeću, ponovno su izgradile hrvatske banske vlasti i hrvatski naseljenici iz Gorskog kotara. U Glini je službovao kasniji hrvatski ban Josip Jelačić, a vjeruje se da je u njoj uglazbljena i kasnija hrvatska himna "Lijepa naša domovina". U Glini, u prostoru nekadašnje mjesne tvrđe, 4. rujna 1737. godine zasjedao je Hrvatski sabor.

### Drugi svjetski rat
Nakon stvaranja Nezavisne Države Hrvatske, Glina se nalazila u Velikoj župi Gora sa sjedištem u Petrinji, koja je 1944. udružena sa Prigorjem u Veliku župu Gora-Prigorje sa sjedištem u Zagrebu.[nedostaje izvor]
Nakon kapitulacije Kraljevine Jugoslavije u travnju 1941. godine ustaše su u Glini 10. i 11. svibnja poubijali većinu Srba muškaraca iznad 12 godina te određen broj lokalnih komunista, a 3. kolovoza strijeljali su 1260 Srba, većinom iz kotara Vrginmost.
U srpnju 1941. godine u okolici Gline formirani su partizanski odredi sastava od 15 do 40 boraca. Glinski partizanski odred ušao je u studenome 1941. u sastav Petog banijskog oslobodilačkog partizanskog bataljuna. Operativna grupa sastavljena od dijelova Sedme banijske i Osme kordunaške divizije NOVJ-a napala je 22./23. listopada 1942. ustaški i domobranski garnizon u Glini. U grad su 23. listopada prodrli dijelovi Prve i Sedme brigade NOVJ-a, ali ga nisu zauzeli. U suradnji s Osmom kordunaškom divizijom, Sedma banijska divizija NOVJ-a je 23. – 25. studenog 1943. opkolila i napala njemačke vojnike u Glini, ali mjesto nije zauzela. Dijelovi Sedme divizije oslobodili su ju u siječnju 1944. godine. U travnju 1944. godine u kotaru je djelovalo više Narodnooslobodilačkih odbora: kotarskih, 13 općinskih, gradskih i 93 seoska, ukupno 108 NOO-a, sa 497 odbornika. Radile su 24 škole sa 3754 polaznika. Od tada je grad označen kao značajan centar političkog, društvenog, kulturnog i gospodarskog života na oslobođenom području Hrvatske. Tu je boravio i Centralni komitet KP Hrvatske i Glavni štab Hrvatske, počeo je rad kongresa doktora, kongresa kulturnih radnika i kongresa pravnika, te osnovana „Prosvjeta“, kulturno-prosvjetno društvo Srba u Hrvatskoj. Održana je okružna konferencija AFŽ-a i USAOJ-a za Banovinu, radilo je Narodno kazalište, partizanska gimnazija i škole općeg i stručnog smjera.[nedostaje izvor]

### Razdoblje socijalizma
Nakon Drugog svjetskog rata razvoj na području Gline tekao je sporo do 1960-ih godina. Ciglana i pilana bili su jedini industrijski objekti u ovoj tradicionalno trgovačkoj sredini. Školstvo i zdravstvo i javna infrastruktura bili su također slabo razvijeni. Električna energija bila je uvedena samo u Glini i tri prigradska naselja, dok je ostatak općine, preko 60 naselja, još uvijek bio bez struje. Jedna četvrtina stanovnika je još uvijek bila nepismena, što je činilo 28 % odnosno 30.729 stanovnika općine. Ceste su i dalje bile uglavnom od makadama, niti jedan kilometar još uvijek nije bio asfaltiran.
Stanje u općini mijenja se od početka 1960-ih godina, kada je 1964. godine usvojen dokument pod nazivom "Banijska koncepcija". Pokrenuta je politika regionalnog razvoja, koju su 1964. do 1970. godine zajedno provodile općine Sisak, Petrinja, Kostajnica, Glina i Dvor. U tih šest godina izvršeno je asfaltiranje cesta, izgradnja vodovoda, elektrifikacija naselja, uvođenje poštansko-telekomunikacijskih linija, otvaranje novih osnovnih i srednjih škola te zdravstvenih objekata. Nositelji razvoja općine postali su Željezara, Rafinerija i “Gavrilović”, pa se tako na selu počinje razvijati kooperacija, a u općinskim središtima graditi mali industrijski pogoni. Od 1959. do 1963. godine izgrađen je moderan industrijski pogon Pamučne predionice u Glini (PPG), s 20.000 vretena u kojem je otvoreno 350 radnih mjesta. Broj zaposlenih udvostručen je tijekom 1970-ih, kada Predionica bilježi izvanredne poslovne rezultate. Zahvaljujući poslovnim uspjesima tijekom sljedećih godina, PPG je bila dobitnica Zlatne plakete Privredne komore Jugoslavije 1985. godine. Tada je Predionca imala već 1400 zaposlenih. U lipnju 1989. godine, na svečanosti u Saboru, PPG je primila i najviše republičko priznanje SR Hrvatske, Plaketu ZAVNOH-a. U suradnji sa Željezarom Sisak, u Glini je 1973. godine otvoren metaloprerađivački pogon za proizvodnju čeličnih spojnica, u kome je bilo preko 160 zaposlenika do kraja 1980-ih. Godine 1984. otvorena je moderna Tvornica rezervnih dijelova i pribora, u kojoj je bilo zaposleno 240 radnika, a 1989. nova Tvornica dječje hrane zagrebačke “PLIVE”, sa 189 zaposlenih.
Tijekom svih ovih desetljeća gradili su se novi uslužni, stambeni i stambeno-poslovni objekti, čime je Glina sve više poprimala urbani izgled. Posebno se isticala velika i kvalitetno opremljena bolnica, Medicinski centar Glina, koja je krajem 1980-ih imala 210 zaposlenih.

### Domovinski rat
Tijekom Domovinskog rata, dio srpskog stanovništva općine Glina (oko 1500 osoba)[nedostaje izvor] pobunio se protiv osamostaljenja Hrvatske. Iz tog se razloga, uslijed prosvjeda i nemira u Sisku i Petrinji, 28. rujna 1990. oko 400 osoba okupilo ispred policijske postaje MUP-a RH u Glini, zahtijevajući uz glinski SDS i predsjednika SO-a Velibora Matijaševića da im se podijeli oružje rezervnog sastava kako bi ga »spremili na sigurno mjesto«. Masa je pritom pretukla nekoliko hrvatskih promatrača, među kojima je bio i televizijski snimatelj, te otela kamion HTV-a, odvezla ga na pravoslavno groblje i ukrala opremu iz njega. Uvečer tog dana »mitingaši« su provalili u skladište oružja i opljačkali veću količinu oružja i streljiva bez reagiranja policije: 7 mitraljeza, 32 puške, 77 pištolja i 24 730 metaka.
Iduće godine na području Gline su se dogodili prvi veći oružani okršaji za vrijeme eskalacije agresije na Republiku Hrvatsku zbog njezinog osamostaljenja od SFR Jugoslavije. Dana 26. lipnja 1991. uslijedio je prvi oružani napad na mjesnu policijsku postaju MUP-a RH. Mjesec dana poslije toga, 26. srpnja srpski pobunjenici i pripadnici oklopne postrojbe JNA koja je još od 26. lipnja bila stacionirana u Glini drugi put oružano napali su glinsku policijsku postaju MUP-a RH i civilni predjel Jukinac, sjeveroistočno predgrađe Gline koje se nalazi uz cestu prema Petrinji, a koje je dotad bilo slobodno jer ga je štitila hrvatska policija (postrojba iz Bjelovara) i čiji su stanovnici bili lojalni i mirni građani, uglavnom Hrvati. Postrojbe MUP-a RH i ZNG-a, koje su se morale povući pred agresorima, omogućile su većini Hrvata iz Gline (uključujući i Jukinac) da se sklone u Donjem i Gornjem Viduševcu, selima sjeverno od Gline koja su tada bila slobodna. Nakon toga su Glinu u potpunosti nadzirali JNA i srpski pobunjenici. Postrojbe JNA zatim su uništile više od 40 hrvatskih kuća u Jukincu. Preostale glinske Hrvate i Hrvate iz najbliže glinske okolice (majski kraj i selo Joševica u majskom kraju, selo Skela), kao i druge nesrbe, agresorske snage većinom su prognale, a mnoge su odveli u svoje koncentracijske logore gdje su mučeni.
Dana 19. kolovoza 1990. godine u Glini je održan referendum o srpskoj autonomiji, a nastavno na njega, 12. svibnja 1991. održan je referendum o pripajanju SAO Krajine (uključivo s Glinom) teritoriju Srbije. Uslijed toga referenduma, pristaše srpskih snaga Glinu su smatrale dijelom Srbije, a nazočnost Hrvata i djelovanje hrvatskih vlasti (npr. isticanje šahovnice) na području općine Glina smatrali su opasnošću i aktom agresije. Takvo poimanje glinskog općinskog prostora bilo im je pokriće za osvajanje (»oslobađanje«) glinskoga teritorija sve do rijeke Kupe, koje je također bilo popraćeno mnogim ratnim zločinima nad tamošnjim stanovnicima, gotovo odreda Hrvatima (Glinsko Novo Selo, stankovački kraj, bučički kraj). Okupacijom, a u osnovi etničkim čišćenjem glinskoga općinskog prostora sve do rijeke Kupe, u listopadu 1991., prostor općine Glina i faktički je postao odmetnuti hrvatski teritorij. U sastavu potkraj 1991. proglašene Republike Srpske Krajine (a katkad i srpsko-jugoslavenskih integracija) općina Glina ostala je sve do kolovoza 1995., kad ju je 6. kolovoza uvečer, oko 22:30, oslobodila Hrvatska vojska u operaciji Oluja.
Ukupno je 396 civila i hrvatskih branitelja na području Gline izgubilo život tijekom Domovinskog rata.

### Potres 2020.
Potres kod Petrinje 2020. magnitude 6,4 MW i 6,2 ML pogodio je u utorak, 29. prosinca 2020. godine Sisačko-moslavačku županiju s epicentrom 3 km jugozapadno od grada Petrinje. U Glini nije bilo poginulih, ne računajući šire područje (Majske Poljane), ali niti jedna zgrada nije ostala neoštećena.

## Gospodarstvo
- Vivera d.o.o.  Arhivirana inačica izvorne stranice od 3. ožujka 2016. (Wayback Machine) (članica HiPP grupe). Baza: proizvodnja dječje hrane (sirovina uglavnom biološkog podrijetla)
- pilana Šantek (proizvodnja hrastovih elemenata)
- Radio Banovina – jedna od najslušanijih radijskih postaja u središnjoj Hrvatskoj svoj program priprema i realizira iz svog studija u Glini. Temeljni odašiljač s frekvencijom 96,8 MHz nalazi se na Petrovoj Gori, dok je pretvarač frekvencije na 99,1 MHz smješten u mjestu B. Vode rubno područje Grada Gline u smjeru Zrinske Gore.
- BE-TO Glina d.o.o. dio je Drvnog centra Glina, u sastavu "ŠERIF EXPORT-IMPORT" d.o.o. za proizvodnju struje i toplinske energije na biomasu iz glinskih drvnih pogona, riječ je o pogonu koji ima i važan ekološki značaj, a koji bi toplinskom energijom opskrbljivao i Kaznionicu u Glini.

## Poznate osobe
- Petar Pjer Križanić, karikaturist, pisac i esejist
- Đuro Agustinović, hrvatski liječnik i filolog
- ban Josip Jelačić, hrv. vojskovođa, obavještajac i državnik
- Duško Gruborović
- Ante Kovačić, hrvatski romanopisac i novelist, pjesnik
- Momčilo Krković, kipar (Mali Gradac, 12. ožujka 1929.)
- Stjepan Ratković, hrvatski pedagog i ministar NDH
- Slavko Kaurić, hrv. nogometni sudac
- Ljuban Crepulja, nogometaš
- Slađana Bukovac, hrvatska novinarka i književnica
- Pavao Leber, katolički svećenik

## Spomenici i znamenitosti
- Spomenik Hrvatskim braniteljima Gline (na zapadnom izlazu iz grada).
- Katolička crkva Svetog Ivana Nepomuka (u samom središtu grada Gline).
- Pravoslavna crkva (u predgrađu grada Gline)
- Katolička crkva (u Gornjem Viduševcu)
- Katolička crkva u (Maloj Solini)
- Katolička crkva u (Gornjoj Bučici)
- Katolička crkva u (Maji)
- Spomenik dr. Franje Tuđmana

## Obrazovanje
Glina ima osnovnu i srednju školu. Smjerovi u srednjoj školi su: opća gimnazija, ekonomist, drvodjelni dizajner, autoelektričar, elektroinstalater, elektromehaničar.

## Kultura
Od mnogobrojnih kulturnih udruga ističu se KUD Viduševac i KUD Glina. Grad diljem Hrvatske i Europe promoviraju mažoretkinje "Glinske Banice".

## Mediji
- Radio Banovina – emitira na 96,8 i 99,1 MHz i pokriva šire područje grada, gradove Karlovac i Sisak, Plitvice te Bihać. Emitira i na Internetu.

## Šport
- NK Banovac Glina, AK Glina, KK Glina, OK Glina, Wushu Klub Glina, KBK Glina, Streličarski Klub Glina, ŠRU Glina

## Vanjske poveznice
|  | Zajednički poslužitelj ima još gradiva o temi Glina |

- Službene stranice

1. ↑  Raguž, Jakša. NAPAD NA POLICIJSKU STANICU GLINA 26. LIPNJA 1991. Zbornik Drage Roksandiæa. Hrvatski institut za povijest: 879–917